# Íslandsbanki
Íslandsbanki – bank komercyjny oferujący usługi finansowe osobom fizycznym, gospodarstwom domowym, przedsiębiorstwom oraz inwestorom profesjonalnym w Islandii, następca prawny upadłego w wyniku kryzysu finansowego Glitnir.
Bank specjalizuje się w dwóch sektorach przemysłowych: sektorze żywności pochodzenia morskiego i sektorze energii geotermalnej. Po połączeniu z Byr aktywa banku osiągnęły wartość około 800 mld ISK.
Bank zatrudnia około 1100 pracowników i jest trzecim co do wielkości bankiem islandzkim pod względem aktywów ogółem.
Oferowane przez bank produkty i usługi dzieli się na cztery działy: dział bankowości detalicznej, dział bankowości korporacyjnej, dział operacji rynkowych oraz dział zarządzania majątkiem. Jego udział we wszystkich tych segmentach branżowych waha się między 20 a 40%.